# Maladera cerrutii
Maladera cerrutii är en skalbaggsart som beskrevs av Guido Sabatinelli 1977. Maladera cerrutii ingår i släktet Maladera och familjen Melolonthidae. Inga underarter finns listade i Catalogue of Life.